# Saint-Henri
| Saint-Henri                                  |                        |
| Église Saint-Henri 01.jpg                    |                        |
| Coordenadas: 46º42'N, 71º04'W                |                        |
| Província                                    | Quebec                 |
| Região administrativa                        | Chaudière-Appalaches   |
| Incorporado em                               | 9 de outubro de 1876   |
| Prefeito                                     | Yvon Bruneau           |
| Código postal                                | 24 19068               |
|                                              |                        |
| Área                                         |                        |
| - Cidade                                     | 121,78 km², 48,71 mi²  |
| Fuso horário                                 | UTC -5                 |
| População (2006)                             |                        |
| - Cidade                                     | 4.794                  |
| - Densidade                                  | 40 hab/km², 98 hab/mi² |
| Website: www.municipalite.saint-henri.qc.ca/ |                        |

Saint-Henri é uma municipalidade canadense do conselho  municipal regional de Bellechasse, Quebec, localizada na região administrativa de Chaudière-Appalaches. Em sua área de pouco mais de 121 km, habitam 4 794 pessoas.

## Geografia
Saint-Henri é uma aldeia com cerca de 4.000 habitantes, situado na margem sul do Rio St. Lawrence, 20 km a sudoeste de Levis e 30 km da capital provincial, Quebec. Saint-Henri foi deslocada, em 2000, para o MRC de Bellechasse, sendo a municipalidade com mais habitantes deste, seguida por Saint-Anselme (3,300) e Sainte-Claire (3,200).
Saint-Henri está localizado perto dos grandes centros urbanos de Lévis e Quebec, sendo é uma vila semi-rural, semi-urbana. A municipalidade é atravessada pelos rios Etchemin, Boyer e LeBris. Uma ponte, a Ponte Édouard-Brochu atravessa o rio Etchemin.